# Haraiya
Haraiya är en ort i Indien.   Den ligger i distriktet Basti och delstaten Uttar Pradesh, i den nordöstra delen av landet, 600 km öster om huvudstaden New Delhi. Haraiya ligger 94 meter över havet och antalet invånare är 9 000.
Terrängen runt Haraiya är mycket platt. Runt Haraiya är det tätbefolkat, med 659 invånare per kvadratkilometer. Det finns inga andra samhällen i närheten. Trakten runt Haraiya består till största delen av jordbruksmark.